# Pembury
Pembury est un village anglais situé dans le comté du Kent. En 2001, sa population était de 6 005 habitants.